# Pila alcalina
Las pilas alcalinas también llamadas baterías alcalinas (una batería es un conjunto de varias celdas electroquímicas individuales)  o pila tipo Malloryson, son un tipo de pilas eléctricas que obtienen su energía de la reacción química entre el zinc, actuando como ánodo, y el dióxido de manganeso (MnO2), como cátodo, y empleando hidróxido de potasio como electrolito.
Las pilas y baterías alcalinas utilizan hidróxido de potasio KOH como electrolito, en lugar de cloruro (cloruro de amonio o cloruro de zinc) de las pilas salinas (o pilas de zinc-carbono) que ofrecen el mismo voltaje nominal y el mismo tamaño físico. Otros sistemas de pilas y baterías también utilizan electrolitos alcalinos, pero emplean distintos materiales activos en los electrodos.
En comparación con las pilas salinas (las de zinc-carbono, de Leclanché o las posteriores de cloruro de zinc), aunque todas producen aproximadamente 1,5 voltios por celda o célula, las pilas alcalinas tienen una densidad de energía mayor y una vida útil más larga.
En comparación con las pilas de óxido de plata, contra las que habitualmente compiten las alcalinas en el formato de botón, tienen menor densidad de energía y menor duración, pero también más bajo costo.

## Procesos electroquímicos en la pila alcalina

Esquema de una pila alcalina.

En una pila alcalina, el ánodo (polo negativo) está hecho de polvo de zinc (que permite una mayor superficie para aumentar la velocidad de la reacción y por lo tanto aumentar el flujo de electrones) y el cátodo (polo positivo) se compone de dióxido de manganeso. Las pilas alcalinas son comparables a las pilas de zinc-carbono, pero la diferencia es que las pilas alcalinas usan hidróxido de potasio, (KOH), como electrolito en vez de cloruro de amonio o cloruro de zinc, en las pilas salinas.
De modo simplificado, las semirreacciones son:
Oxidación: Zn (s) + 2OH− (aq) → ZnO (s) + H2O (l) + 2e−
Reducción: 2MnO2 (s) + H2O (l) + 2e− →Mn2O3 (s) + 2OH− (aq)

### Mecanismos de las reacciones durante la descarga de la pila
El proceso redox que produce la corriente de electrones del ánodo al cátodo es la oxidación del zinc y la reducción del dióxido de manganeso, con la migración de iones hidróxido del electrolito (desde el cátodo al ánodo) para mantener la pila sin que sufra polarización. Estas reacciones son complejas y transcurren en varias etapas por lo que conviene detallarlas.

#### Reacciones en el ánodo (oxidación)
Durante la descarga, el zinc metálico (Zn) se planea en el ánodo, liberando dos electrones mientras pasa de número de oxidación 0 a +II. El producto de reacción depende de las condiciones en las que tiene lugar la oxidación. Si la concentración de OH- es alta, se forma el ion tetrahidroxizincato (II), Zn(OH)42-).
{\displaystyle Zn+4OH^{-}\rightarrow [Zn(OH)_{4}]^{2-}+2e^{-}}
Cuando el electrolito se satura de zincato, se descompone en óxido de zinc (ZnO).
{\displaystyle [Zn(OH)_{4}]^{2-}\rightarrow ZnO+2OH^{-}+H_{2}O}
Si la concentración de OH- es menor, se forma hidróxido de zinc, (Zn(OH)2) que también se descompone dando (ZnO).
{\displaystyle Zn+2OH^{-}\rightarrow Zn(OH)_{2}+2e^{-}}
{\displaystyle Zn(OH)_{2}\rightarrow ZnO+H_{2}O}

#### Reacciones en el cátodo (reducción)
Como material de cátodo, se emplea dióxido de manganeso electrolítico (γ-MnO2 o pirolusita) con actividad electroquímica alta. Durante la descarga el dióxido de manganeso, MnO2, se reduce en el cátodo, en una primera etapa a hidroxióxido de manganeso (III), MnO(OH), es decir el manganeso ha sufrido una disminución de su n.º de oxidación, de IV+ a III+.
{\displaystyle MnO_{2}+H_{2}O+e^{-}\rightarrow MnO(OH)+OH^{-}}
Esta reacción es inusual, ya que el producto obtenido, hidroxióxido, α-MnO(OH) (Groutita) tiene la misma estructura cristalina que el material de partida γ-MnO2.
Bajo ciertas condiciones, en las descargas leves el hidroxióxido de manganeso (III), MnO(OH), se reducirá aún más en una segunda reacción lenta.
{\displaystyle MnO(OH)+H_{2}O+e^{-}\rightarrow Mn(OH)_{2}+OH^{-}}
Esta reacción es una reacción heterogénea, la reducción real se lleva a cabo en solución. El Mn3+ se une a iones hidróxido OH- para formar el complejo [Mn(OH)4]- en la disolución, que se reduce a [Mn(OH)4]2-. El verdadero producto sólido, Mn(OH)2, se forma luego en la disolución saturada de [Mn(OH)4]2-.

#### Reacción redox
Se tiene en cuenta solo la reacción que se da en primer lugar, el resultado de la reacción global en una pila alcalina es:
{\displaystyle Zn+2MnO_{2}+H_{2}O\rightarrow ZnO+2MnO(OH)}
Como se desprende de la ecuación anterior para la reacción global, durante la descarga se consume agua por lo que el funcionamiento de una pila alcalina de manganeso hace que realmente sea una pila "seca".

#### Reacciones secundarias
El zinc es termodinámicamente inestable en solución fuertemente alcalina. Existe evidencia de una reacción secundaria en el ánodo de zinc (Zn) en la que este se oxida mientras se reduce el agua (H2O) para formar hidrógeno gaseoso (H2).
{\displaystyle Zn+2H_{2}O+2OH^{-}\rightarrow [Zn(OH)_{4}]^{2-}+H_{2}}
Esta reacción que se describe se produce durante el almacenamiento de las pilas no agotadas. La velocidad de reacción es relativamente baja para el zinc de alta pureza. Incluso pequeñas cantidades de contaminantes (por ejemplo, metales pesados como el hierro, cobre, molibdeno y níquel) pueden aumentar de manera espectacular, sin embargo, la formación de gas.

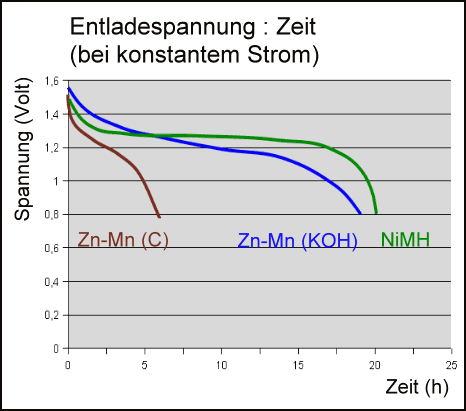
Curvas de descarga de una pila alcalina de manganeso (línea azul), en comparación con una pila de zinc-carbono (marrón), y una pila de níquel e hidruro metálico (verde). En el eje vertical se representa el voltaje, y en el eje horizontal el tiempo de funcionamiento (NiMH).

## Capacidad

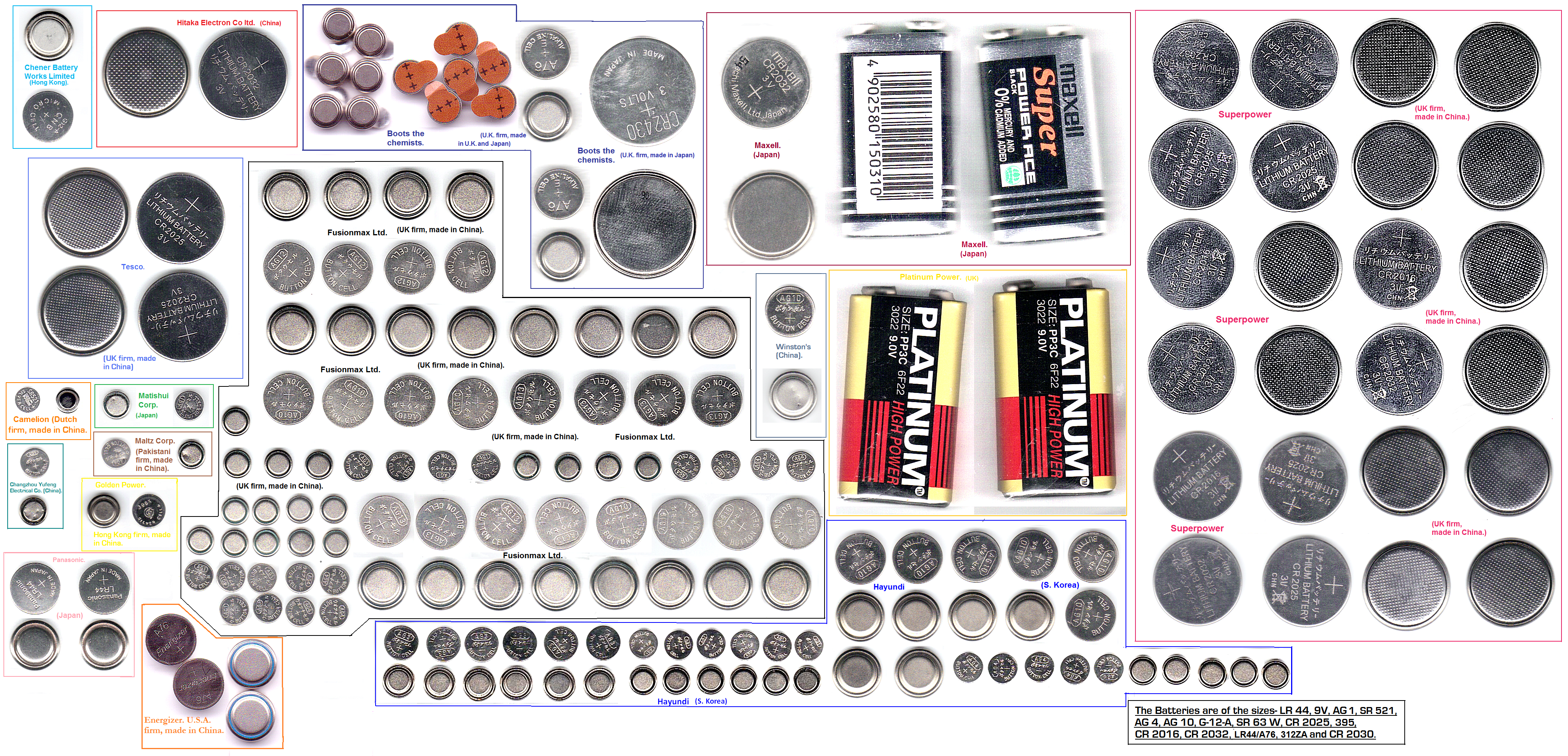
Varias partes de las pilas alcalinas escaneadas.

La capacidad de una pila alcalina es mayor que la de una pila Leclanché o una pila de cloruro de zinc de igual tamaño, porque el material del ánodo es dióxido de manganeso más puro y más denso, y el espacio ocupado por los componentes internos, tales como los colectores de corriente es menor. Una pila alcalina puede proporcionar entre tres y cinco veces más tiempo de funcionamiento.
La capacidad de una pila o batería alcalina es fuertemente dependiente de la carga o potencia consumida por el dispositivo al que se conecta. Una pila alcalina de tamaño AA podría tener una capacidad real de 3000 mAh a baja potencia, pero con una carga de 1000 mW, que es común para las cámaras digitales, la capacidad podría ser de tan solo 700 mAh. La tensión de la batería disminuye de manera constante durante el uso, por lo que la capacidad total utilizable depende de la tensión de corte de la aplicación. A diferencia de las pilas Leclanché, la pila alcalina proporciona casi igual capacidad para uso intermitente o continuo con cargas ligeras. Con una carga pesada, se reduce la capacidad de descarga continua, en comparación con una descarga intermitente, pero la reducción es menor que para las pilas Leclanché.

## Tensión
La tensión nominal de una pila alcalina es de 1,5 V. Múltiplos de esta tensión pueden lograrse con varias células conectadas en serie. La diferencia de potencial o tensión para una carga nula en una pila alcalina no descargada varía desde 1,50 hasta 1,65 V, dependiendo este rango del dióxido de manganeso elegido y el contenido de óxido de zinc en el electrolito. La tensión media, con carga, depende de la descarga y varía desde 1,1 a 1,3 V. Una pila totalmente descargada tiene un voltaje remanente en el rango de 0,8 a 1,0 V.
La tensión de una pila alcalina disminuye gradualmente durante la descarga, pero menos que las pilas de carbono-zinc. También poseen un rango de temperaturas de funcionamiento más elevado, pudiendo estar operativas a -30 °C

## Corriente eléctrica
La cantidad de corriente que una pila o batería alcalina puede producir es aproximadamente proporcional a su tamaño físico. Esto es un resultado de la disminución de la resistencia interna porque aumenta la superficie interna de la célula. Una regla general es que una batería alcalina AA puede entregar 700 mA sin un calentamiento significativo. Las pilas más grandes, como los tipos C y D, pueden entregar más corriente. Las aplicaciones que requieren corrientes elevadas de varios amperios, tales como las linternas de alta potencia y equipos de música portátiles, requerirán pilas de tamaño D para responder ante el aumento de la carga.

## Construcción

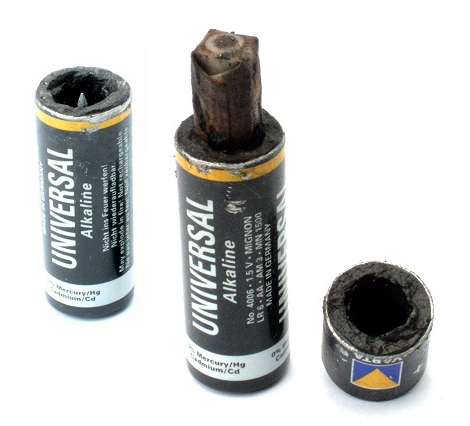
Apertura de una pila alcalina de manganeso tamaño AA para mostrar sus elementos.

Las pilas alcalinas son fabricadas en formas cilíndricas estándar intercambiables con las baterías de zinc-carbono, así como diferentes tamaños de pilas-botón. Varias pilas individuales pueden ser interconectados en serie para formar una verdadera "batería", como las de 4,5 V., que se venden para su uso con linternas y baterías de 9 voltios para el transistor de radio.
Una pila cilíndrica está contenida en un contenedor de acero laminado, que es el colector catódico de corriente. La mezcla del cátodo es una pasta comprimida de dióxido de manganeso con polvo de carbono añadido para una mayor conductividad. La pasta puede ser presionada en el contenedor o depositada en anillos pre-moldeados. El centro del cátodo hueco está revestido con un separador, que impide la mezcla de los materiales del ánodo y cátodo y evita el cortocircuito de la pila. El separador entre ánodo y cátodo es de una capa no-tejida (papel) de celulosa o de un polímero sintético. El separador debe permitir el paso de los iones y permanecer estable en la disolución de electrolito altamente alcalina.
El ánodo está compuesto de una dispersión de polvo de zinc en un gel que contiene el electrolito hidróxido de potasio. Para evitar la gasificación de la celda al final de su vida, se utiliza más dióxido de manganeso de lo necesario para que reaccione con todo el zinc.

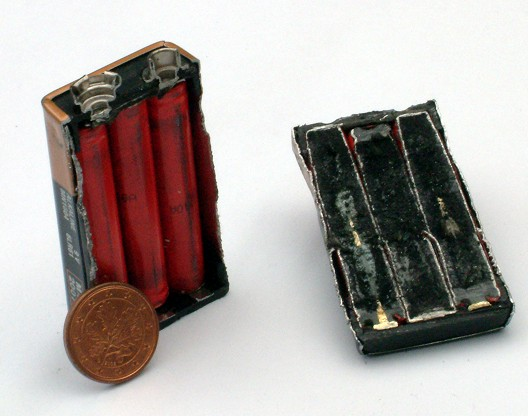
Sección longitudinal de una batería alcalina de manganeso de 9V, seis celdas conectadas en serie.

Al describir las pilas estándar de tamaño AAA, AA, C, sub-C y D, el ánodo negativo (-) está conectado a la parte plana (inferior), mientras que el cátodo positivo (+) está conectado al botón metálico elevado (superior).

## Recarga de los acumuladores o baterías alcalinas
Algunas pilas alcalinas están diseñadas para ser recargadas, pero la mayoría no lo son. Los intentos de recarga de una pila que no está preparada para este fin puede causar su ruptura, o la filtración de líquidos peligrosos, que corroen los equipos.

## Fugas

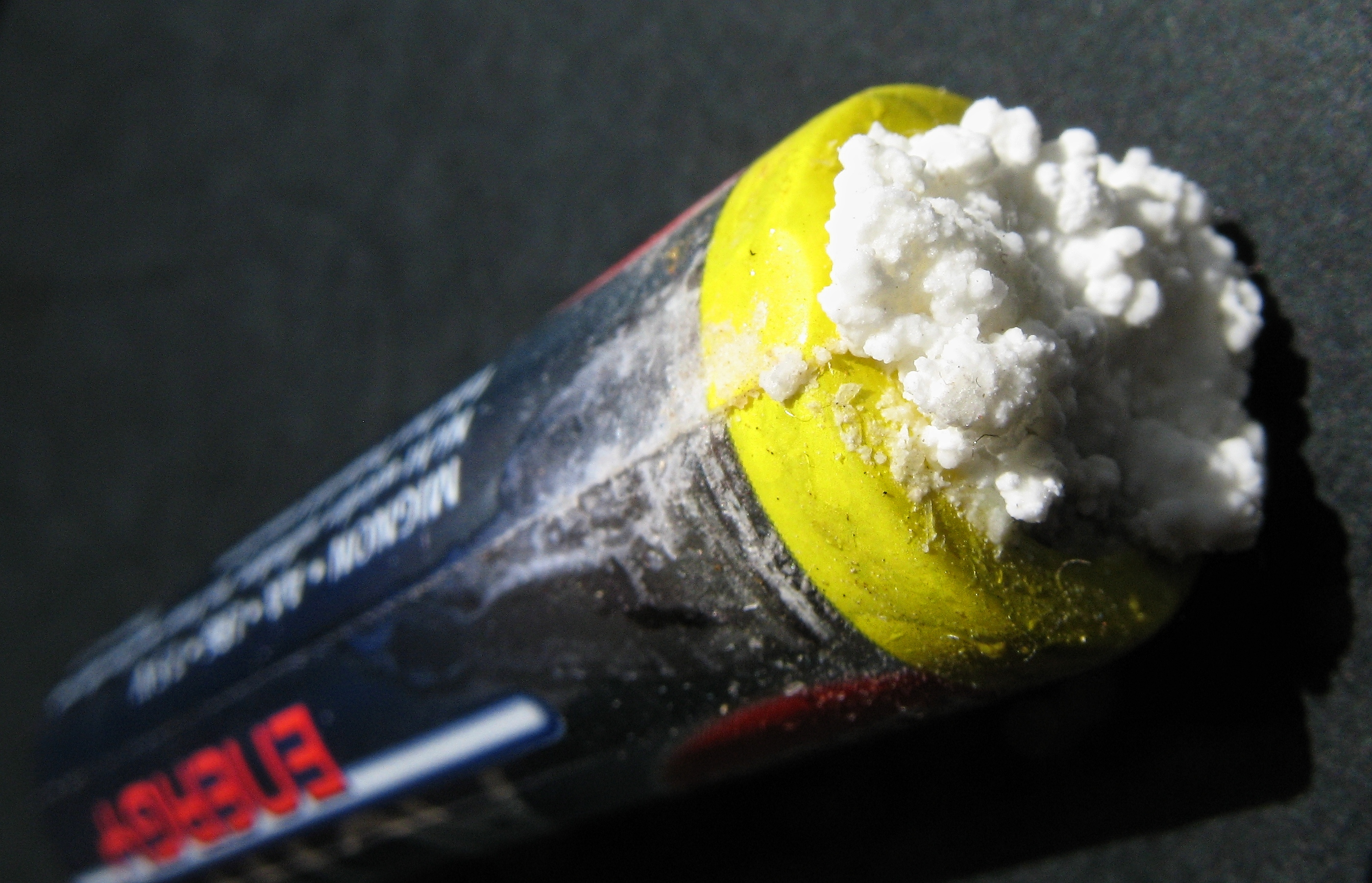
Pila alcalina con fuga de electrolito.

Con el tiempo, las pilas alcalinas son propensas a presentar fugas de hidróxido de potasio, un agente cáustico que pueden causar irritación de las vías respiratorias, los ojos y la piel. Esto se puede evitar al no intentar recargar pilas alcalinas desechables, no mezclar diferentes tipos de pilas en el mismo dispositivo, sustituyendo todas las baterías al mismo tiempo, almacenándolas en un lugar seco, y eliminando las baterías y pilas agotadas en dispositivos de recogida selectiva de residuos.
Una vez que se ha formado una fuga debido a la corrosión del depósito exterior de acero, el hidróxido de potasio forma una estructura cristalina de plumas que crece desde la batería y se extiende con el tiempo, desde los electrodos de metal hasta las placas de circuito del dispositivo donde comienza la oxidación de trazas de cobre y otros componentes, que provocará daños permanentes en dichos circuitos.
Los crecimientos cristalinos tras la fuga de electrolito también pueden surgir de las uniones alrededor de la cubierta de la pila donde forma una capa peluda fuera del dispositivo, que luego dañará los objetos que entren en contacto con la sustancia fugada, como por ejemplo, el barniz de los estantes de madera, y posteriormente la oxidación y envejecimiento de la propia madera.

## Eliminación
Cuando se introdujeron en la década de 1960, las pilas alcalinas contenían una pequeña cantidad de amalgama de mercurio para el control de las reacciones secundarias en el cátodo de zinc.   Mejoras en la pureza y la consistencia de los materiales han permitido a los fabricantes poder reducir el contenido de mercurio en las células modernas. En 1997, un 66% de las pilas alcalinas carecían de mercurio añadido; en 2004 este porcentaje era del 94%. No obstante, según un estudio del Lowell Center for Sustainable Development, publicado en 2004, las pilas alcalinas de botón contenían 10,8 mg de Hg, más que las pilas de zinc, y de óxido de plata.  A diferencia de otros tipos de pilas, las pilas y baterías alcalinas pueden ser eliminadas como residuos domésticos regulares en algunas localidades.   Esto, sin embargo, es perjudicial para el medio ambiente.   Por ejemplo, el estado de California ha considerado todas las pilas como residuos peligrosos cuando se desechan, y ha prohibido la eliminación de las pilas con el resto de la basura doméstica. En los EE. UU., una compañía tritura y separa los metales de la batería, manganeso y zinc. Otra compañía mezcla las pilas como materia prima en los hornos de fabricación de acero, para hacer acero de bajo grado, tales como barras de acero; los humos de zinc se recuperan por separado. En Europa, la eliminación de las pilas y baterías está controlada por la Directiva 2006/66/CE, y, como tal, las pilas alcalinas no deben ser tiradas en la basura doméstica.  Deberían ser eliminadas a través de estaciones de reciclaje local/vertederos de residuos.  Muchos establecimientos que venden pilas en la UE (como en los supermercados) están obligados por ley a aceptar baterías y pilas viejas para su reciclaje.
Depositándolas en los sitios autorizados para su desecho.

### En español
- ¿Cómo funcionan las pilas? Animación de Energizer.
- Preguntas frecuentes sobre PILAS Y BATERIAS. Green GT Global Technology.
- Pilas para dispositivos electrónicos. José Luis Domingo López.
- Pilas: salinas y alcalinas: Cada una cumple su función. Revista Consumer Eroski. 1-feb-2003.
- Reciclaje de pilas, efectos negativos. Cristian Frers.
- La reacción redox implicada en el funcionamiento de una pila alcalina

### En inglés
- Alkaline Material Safety Data for Duracell Alkaline Batteries
- Big Green Box - Easy Battery Recycling & Disposal
- Kinsbursky Brothers Nationwide Battery Recycling
- Toxco Battery Recycling
- Alkaline batteries
- Proper battery disposal and recycling
- Alkaline battery recharging circuitry (enlace roto disponible en Internet Archive; véase el historial, la primera versión y la última).
- Brand Neutral Alkaline Battery Specifications Based On ANSI Standards
- Overview Of Battery Standards and Testing

- Datos: Q861345
- Multimedia: Alkaline batteries / Q861345